# Slovenský biografický slovník
Slovenský biografický slovník – słowacki słownik biograficzny, obejmujący 12 630 biogramów. Ta wielotomowa publikacja została wydana przez Národný biografický ústav w latach 1986–1994 w Martinie.